# Agia Paraskevikyrkan, Kos
Heliga Paraskevis kyrka är en grekisk-ortodox kyrkobyggnad belägen på ön Kos i regionen Sydegeiska öarna, i sydöstra Grekland.
Kyrkan är helgad åt den kristna martyren Heliga Paraskevi av Rom och är en av de största kyrkorna i området.

## Historik
Heliga Paraskevis kyrka på Kos byggdes 1932.
Den 21 juli 2017 utbröt en jordbävning, vilket orsakade skador på kyrkan. Kyrkan reparerades och återinvigdes den 1 april 2023.

## Kyrkan
Kyrkan är byggd i nybysantinsk stil.

## Bilder

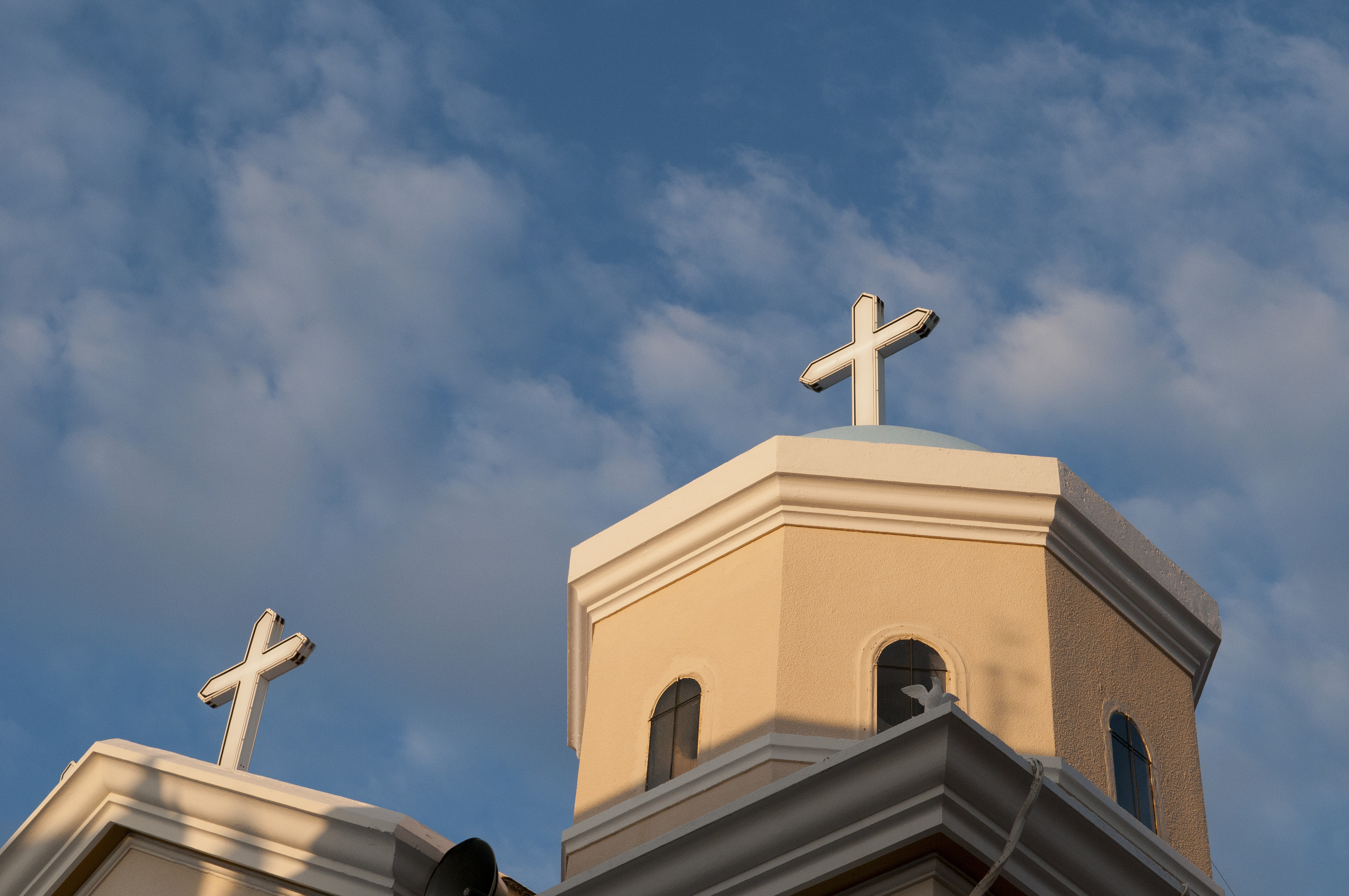
En av kupolerna, med ett grekiskt kors på.
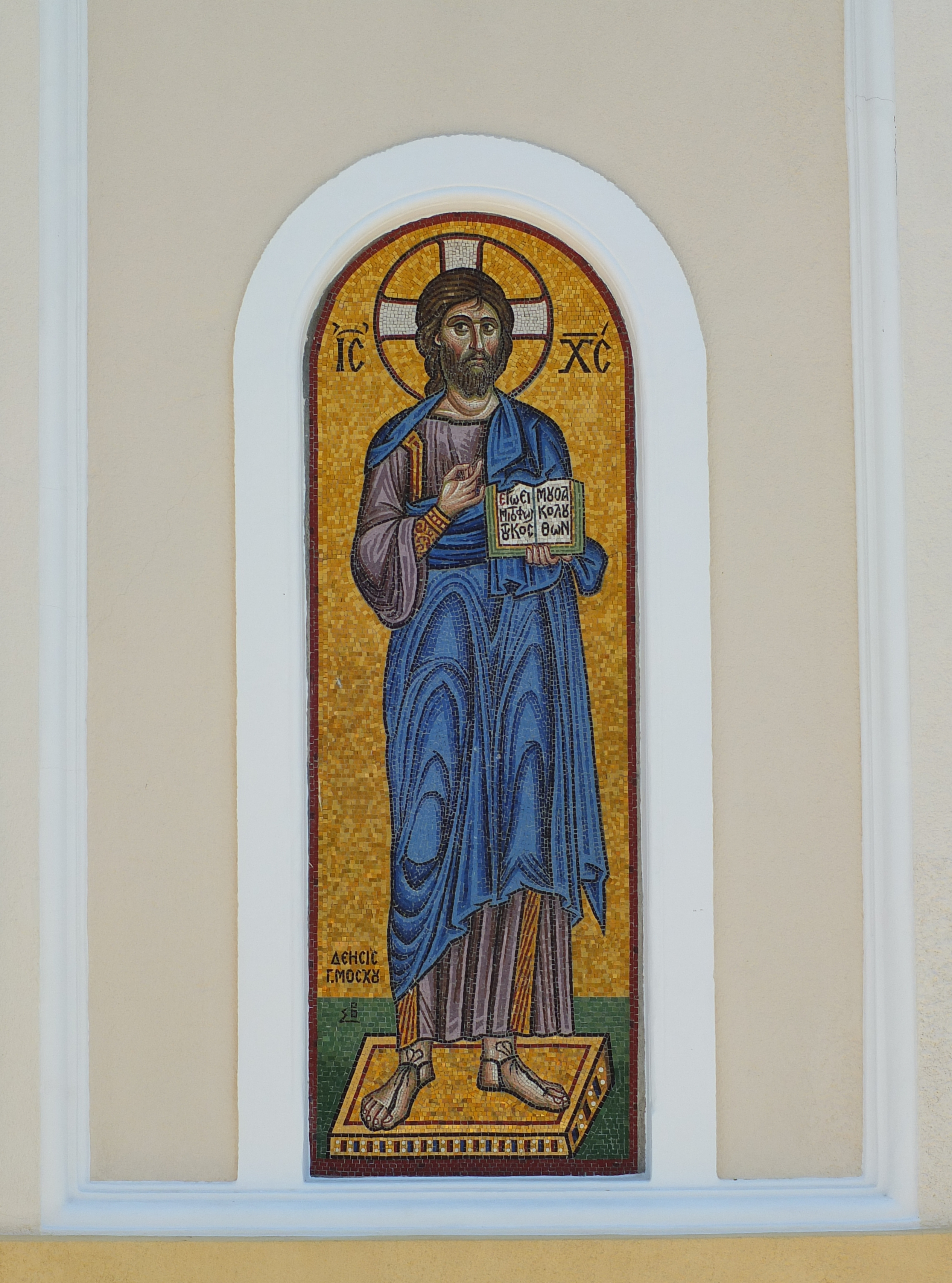
Mosaik föreställande Jesus Kristus.
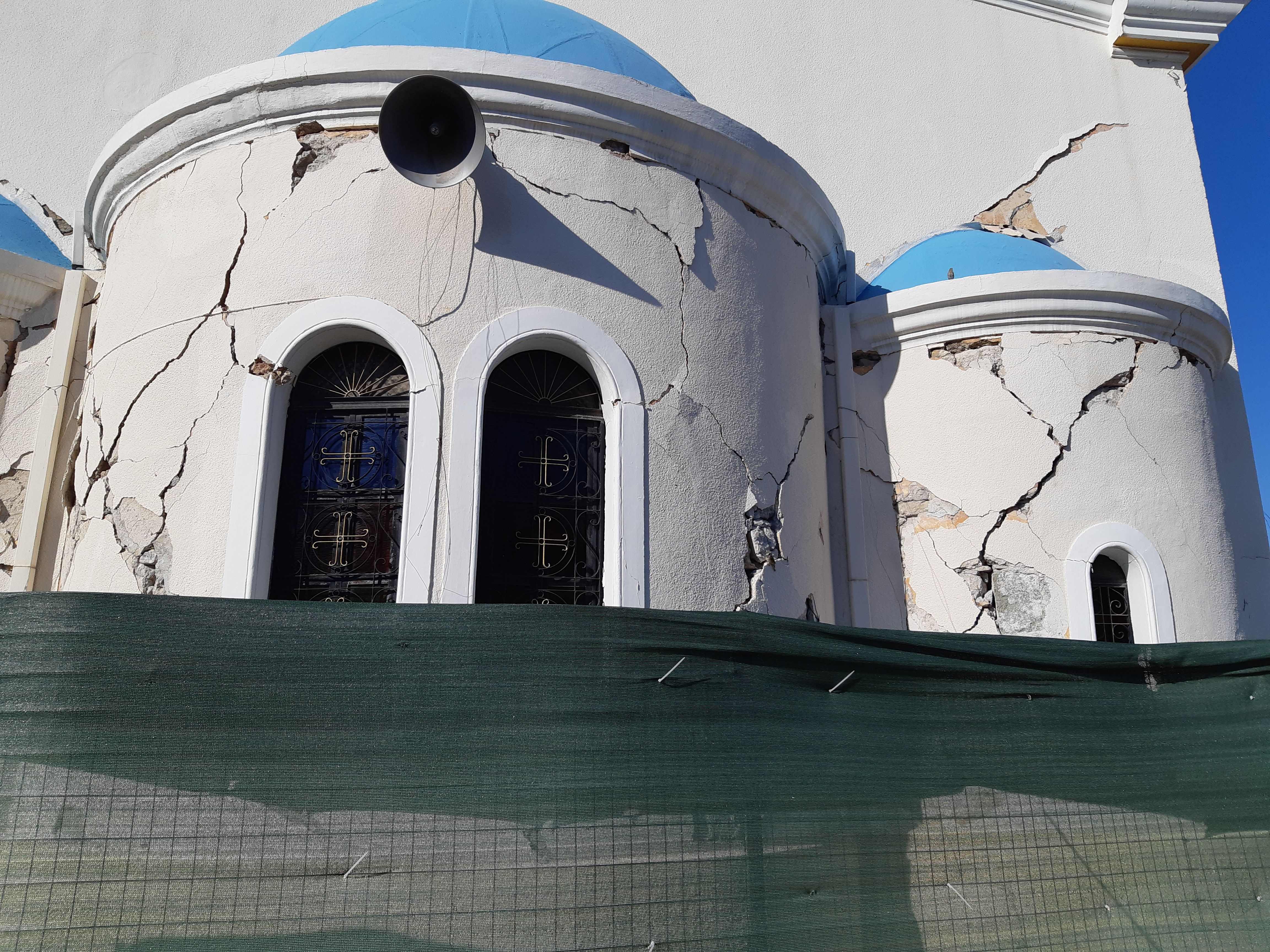
Skador på fasaden efter jordbävningen 2017.